# Wolfgang B. Schünemann

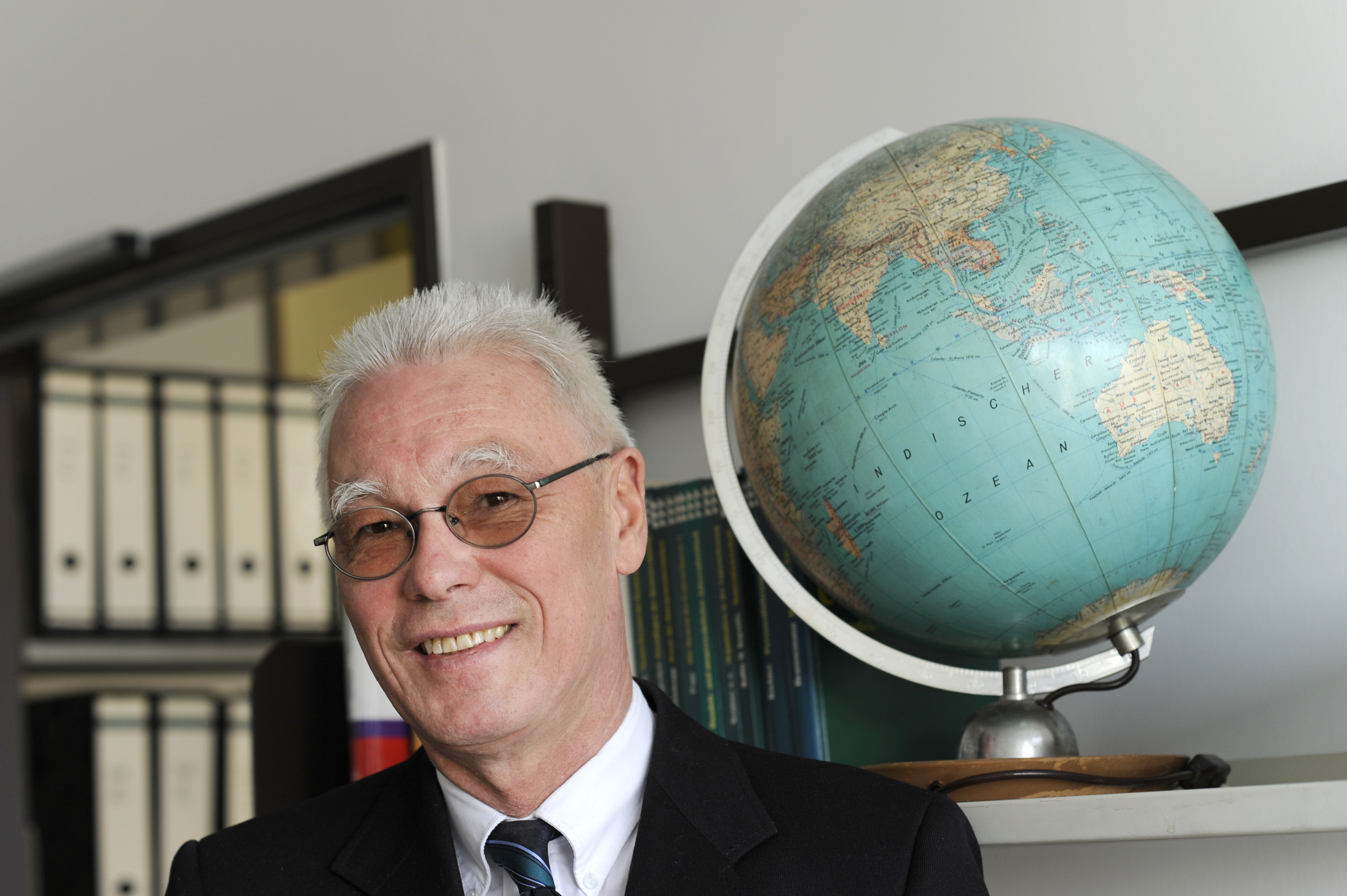
Wolfgang B. Schünemann 2011

Wolfgang Bernward Schünemann (* 11. Januar 1947 in Erlangen) ist ein deutscher Rechtswissenschaftler. Von 1984 bis 2012 war er Professor für Privatrecht an der Wirtschafts- und Sozialwissenschaftlichen Fakultät der Technischen Universität Dortmund.

## Leben
Geboren als Sohn eines Landgerichtsdirektors und einer Lehrerin, wuchs Schünemann in Coburg auf.  Nach Grundschule und Abitur am  Gymnasium Casimirianum studierte Schünemann von 1966 bis 1971 Rechtswissenschaft sowie ergänzend Volks- und Betriebswirtschaftslehre an der Goethe-Universität in Frankfurt am Main. Nach der ersten juristischen Staatsprüfung   wurde er 1971 wissenschaftlicher Mitarbeiter an ebendieser Universität bei Udo Kornblum. Gefördert durch ein Promotionsstipendium promovierte er 1973 bei Kornblum zum Dr. iur. („summa cum laude“). Die Veröffentlichung der Dissertation über „Grundprobleme der Gesamthandsgesellschaft“ wurde 1975  als habilitationsadäquate „ungewöhnliche, für das Fachgebiet unentbehrliche Leistung“ durch einen Druckkostenzuschuss der Deutschen Forschungsgemeinschaft unterstützt.
Nach der zweiten juristischen Staatsprüfung  folgte er 1976 Kornblum als Mitarbeiter an die Universität Stuttgart (TH). 1984 habilitierte sich Schünemann an der Universität Tübingen bei Wolfgang Münzberg und Fritz Baur mit einer intradisziplinären Arbeit über „Selbsthilfe im Rechtssystem“ und der venia legendi für Bürgerliches Recht, Handels- und Gesellschaftsrecht und Zivilprozessrecht. Unmittelbar nach seiner Habilitation nahm er einen Ruf an die Universität (jetzt: Technische Universität) Dortmund an, wo er unter Rufablehnung bis zu seiner Emeritierung 2012 den Lehrstuhl für Privatrecht in der Wirtschafts- und Sozialwissenschaftlichen Fakultät innehatte. Aus erster Ehe gingen zwei Kinder hervor. In zweiter Ehe ist Schünemann mit der  chinesischen Logistikmanagerin Rui Chen verheiratet. Das Paar hat seit Januar 2015 seinen Wohnsitz in Berlin.

## Werk und Wirken
Die Forschungsschwerpunkte Schünemanns liegen im Wettbewerbsrecht, im Versicherungsvertragsrecht sowie im Recht der Unternehmenssicherheit und des Sicherheitsgewerbes. Bislang hat er annähernd 200, teilweise sehr umfangreiche Publikationen (Monographien, Kommentarliteratur, Lehrbücher, Aufsätze, Rezensionen) vorgelegt. In seinen Veröffentlichungen hat Schünemann die Dogmatik durch eine Einbeziehung der Ökonomik wesentlich beeinflusst. Der von ihm geprägte Begriff „Wirtschaftsprivatrecht“ bezeichnet weniger eine bestimmte Rechtsmaterie als vielmehr eine hermeneutisch-dogmatische Methode.  Allgemein anerkannt ist  auch die von Schünemann  in seiner Dissertation verfochtene   Ansicht von der Rechtsfähigkeit der Gesamthand.  Sehr umstritten ist hingegen Schünemanns Geschäftsbesorgungstheorie des Versicherungsvertrages geblieben, die in ihren praktischen Konsequenzen die rechtliche und wirtschaftliche Position der Versicherungswirtschaft zugunsten der Versicherungsnehmer sehr schwächt. Mit dieser Sichtweise hat er sich auch innerhalb der Bundesanstalt für Finanzdienstleistungsaufsicht während seiner Mitgliedschaft in deren wissenschaftlichen Beirat (2005–2010) nicht durchsetzen können.
Schünemanns akademisches Wirken ist außer Forschung und Lehre in seiner regulären Dortmunder Professur durch zahlreiche Gastprofessuren, Dozenturen und Lehraufträge im In- und Ausland gekennzeichnet, international namentlich in China (Universitäten in Beijing, Shanghai, Xi’an, Lanzhou), Südkorea (Seoul National University), Russland (Universität St. Petersburg), Belarus (Europäische Humanistische Universität Minsk) und Polen (Universität Poznań), dies teilweise im Rahmen von TRANSFORM-Projekten der deutschen Bundesregierung. Rechtspolitische Beratungstätigkeit übte er z. B. 2006 im Rahmen des sog. Rechtsstaatsdialogs zwischen der deutschen und der chinesischen Regierung aus. In Hochschulpolitik und akademischer Selbstverwaltung hat Schünemann sich ebenfalls in vielfältiger Weise über Jahrzehnte engagiert, u. a. war er bis zu seiner Emeritierung 8 Jahre Dekan der Wirtschafts- und Sozialwissenschaftlichen Fakultät der TU Dortmund. Auch nach seiner Emeritierung war Schünemann bis 2020 als Korruptionsschutz- und Compliance-Beauftragter der TU Dortmund tätig.

## Schriften
- Grundprobleme der Gesamthandsgesellschaft unter besonderer Berücksichtigung des Vollstreckungsrechts, Bielefeld 1975
- Selbsthilfe im Rechtssystem. Eine dogmatische Studie am Beispiel der §§ 227, 229 ff. BGB, Tübingen 1985
- Wirtschaftsprivatrecht, 1. Aufl.  Stuttgart 1991, 6. Aufl. Konstanz 2011 (russische Ausgabe der 5. Aufl. Minsk 2007)
- Großkommentar zum UWG, Einl. A – E, § 1 C, 1. Aufl. Berlin 1994/1996; Einl. A, F und G, 2. Aufl. Berlin 2014
- UWG-Kommentar, hrsg. von Harte-Bavendamm und Henning-Bodewig, §§ 1 und 3, 1. Aufl. München 2004, 2. Aufl. München 2009

## Mitgliedschaften
Schünemann ist Mitglied in der Humboldt-Gesellschaft, der Zivilrechtslehrervereinigung, der Dortmunder Juristengesellschaft
und ist im Vorstand der Gesellschaft für Westfälische Wirtschaftsgeschichte.  Zudem ist er Mitglied im Wissenschaftlichen Beirat des Forschungsinstituts für Compliance, Sicherheitswirtschaft und Unternehmenssicherheit (FORSI) an der Deutschen Universität für Weiterbildung, Berlin.